# Cornillon-Confoux
Cornillon-Confoux är en kommun i departementet Bouches-du-Rhône i regionen Provence-Alpes-Côte d'Azur i sydöstra Frankrike. Kommunen ligger  i kantonen Pélissanne som ligger i arrondissementet Aix-en-Provence. År 2022 hade Cornillon-Confoux 1 619 invånare.

## Befolkningsutveckling
Antalet invånare i kommunen Cornillon-Confoux
Referens:INSEE